# Pyrota limbalis
Pyrota limbalis es una especie de coleóptero de la familia Meloidae.

## Distribución geográfica
Habita en Norfolk (Estados Unidos).